# Puigcercós (Tremp)

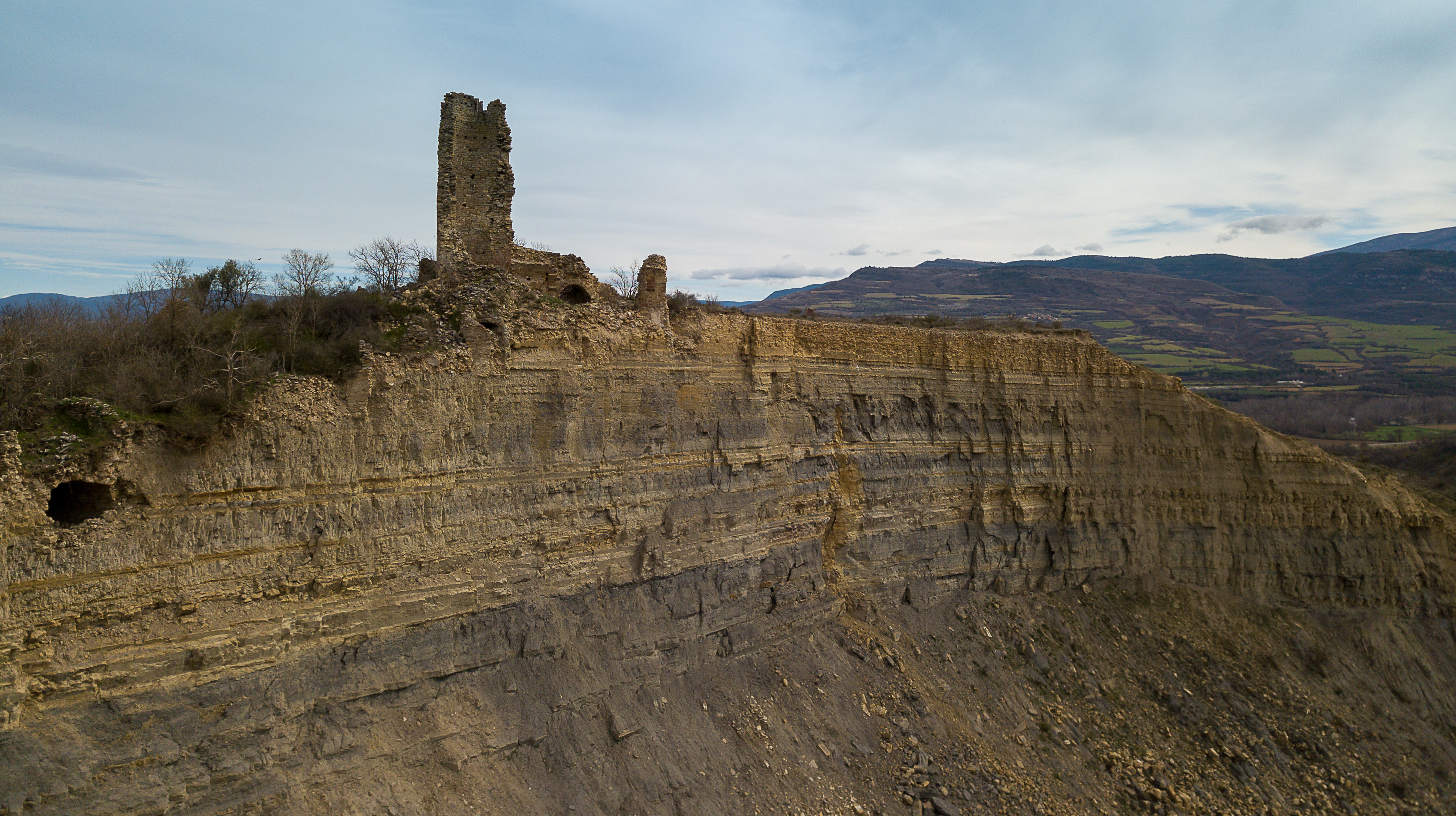
Restes antic poble

Puigcercós és un nucli de població actualment del municipi de Tremp, al Pallars Jussà, pertanyent a l'antic terme de Palau de Noguera.

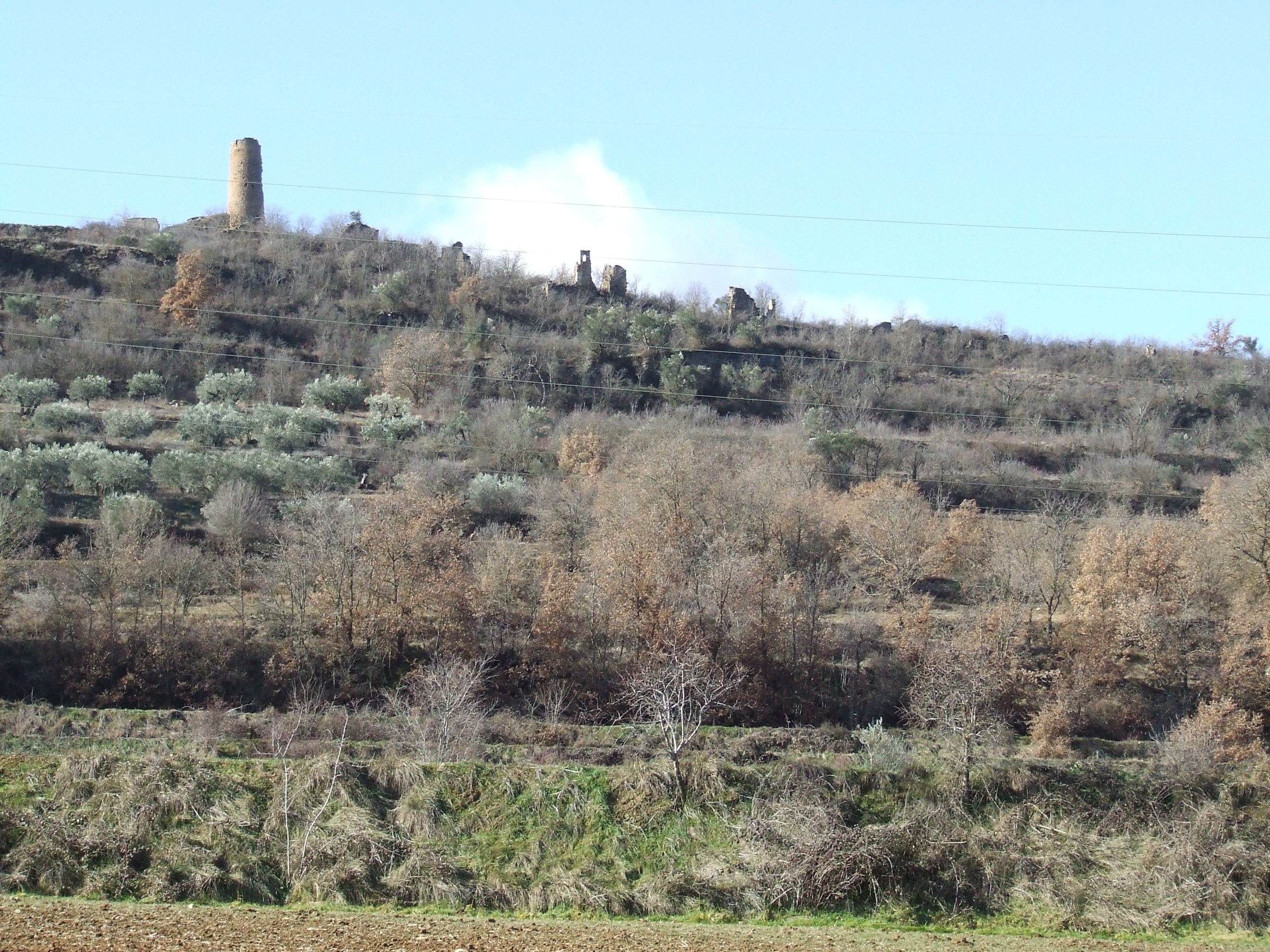
Restes del poble de Puigcercós Vell

 El 2005 tenia 52 habitants. Està situat en un enclavat d'1,59 km², separat de la resta del terme municipal al qual pertany, amb el terme de Talarn al nord i el de Castell de Mur al sud (abans, tocava amb l'antic terme de Mur en la major part del límit, i amb el de Guàrdia de Tremp en un sol punt). Malgrat les agrupacions municipals dels anys setanta, Puigcercós avui dia continua essent un enclavat.
En els textos administratius oficials del segle xix, Puigcercós apareix escrit de múltiples maneres: Puchercós (amb accent gràfic i sense), Puchircós (igualment, amb accent i sense), Puigcercos, Puigcercús, Puchegros, i encara algunes més. A les mateixes publicacions (per exemple, La Gazeta de Madrid o el Diccionario geográfico... de Pascual Madoz arriben a escriure en el mateix document més d'una d'aquestes formes, sense que aparegui enlloc un intent de criteri unificador de cap mena).

## Geografia

### Descripció geogràfica

#### El perímetre

##### Límit amb els antics termes de Guàrdia de Tremp i de Mur (Castell de Mur)
L'enclavat de Puigcercós té una forma semblant a un ull, posat una mica al biaix, de nord-oest a sud-est. Tot el límit sud-occidental, termenal amb Castell de Mur (en un sol punt toca l'antic terme de Guàrdia de Tremp, en la resta, és termenal amb Mur), està marcat pel curs del barranc de l'Espona, des de tocar la Casa de l'Espona (límit sud-est), remuntant tot el barranc, continuant pel seu afluent, el barranc de Lloriguer fins que aquest gira cap a l'oest. En aquest lloc, el límit de l'enclavament de Puigcercós continua cap al nord-oest, adreçant-se a Puigmaçana, però en arribar a llevant de la Masia de Claverol, ara abandonada, gira de sobte cap a l'est-sud-est.

##### Límit amb Talarn
Des d'aquest lloc segueix una línia més o menys recta, sense seguir cap límit natural; passa pel nord de Casa l'Agustí, fins que arriba a l'espai que hi ha entre la línia del ferrocarril i la carretera C-13, i segueix per aquest espai fins que troba el barranc de l'Espona.

### Entitats de població

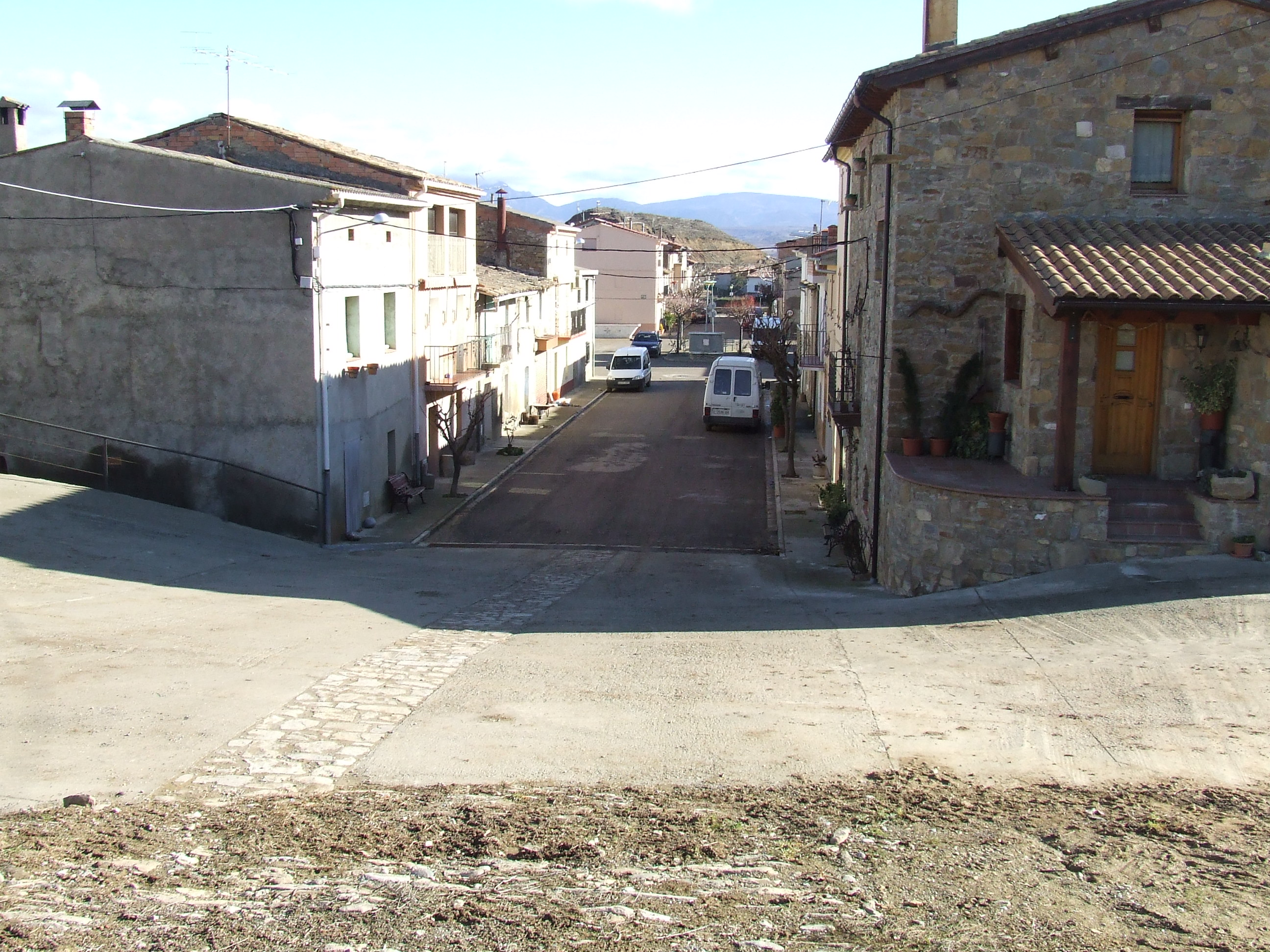
El carrer únic de Puigcercós, des de ponent

L'única entitat de població agrupada és el poble de Puigcercós, però cal tenir en compte que uns 700 metres a ponent, en un lloc aturonat hi ha les restes del poble vell i del castell de Puigcercós. En ser un terme bastant petit, no hi ha gaire poblament dispers, però cal destacar Casa l'Agustí, conegut en alguns mapes com a Cal Ferrer, al nord del poble actual.
El Puigcercós actual, a 422 metres d'altitud sobre el nivell del mar, es va construir a partir de l'any 1863, quan una primera esllavissada va posar en perill l'antic poble, situat dalt d'un turó a uns 700 metres a l'oest. Una segona esllavissada molt més gran, el 13 de gener de 1881, va fer caure muntanya avall la major part del poble vell que ja estava deshabitat del tot. Actualment es poden veure les restes de l'església parroquial romànica de Sant Martí de Puigcercós damunt d'un esvoranc d'uns 50 metres d'alçada i 200 de longitud que continua actiu, i es va menjant a poc a poc les darreres edificacions que hi queden.

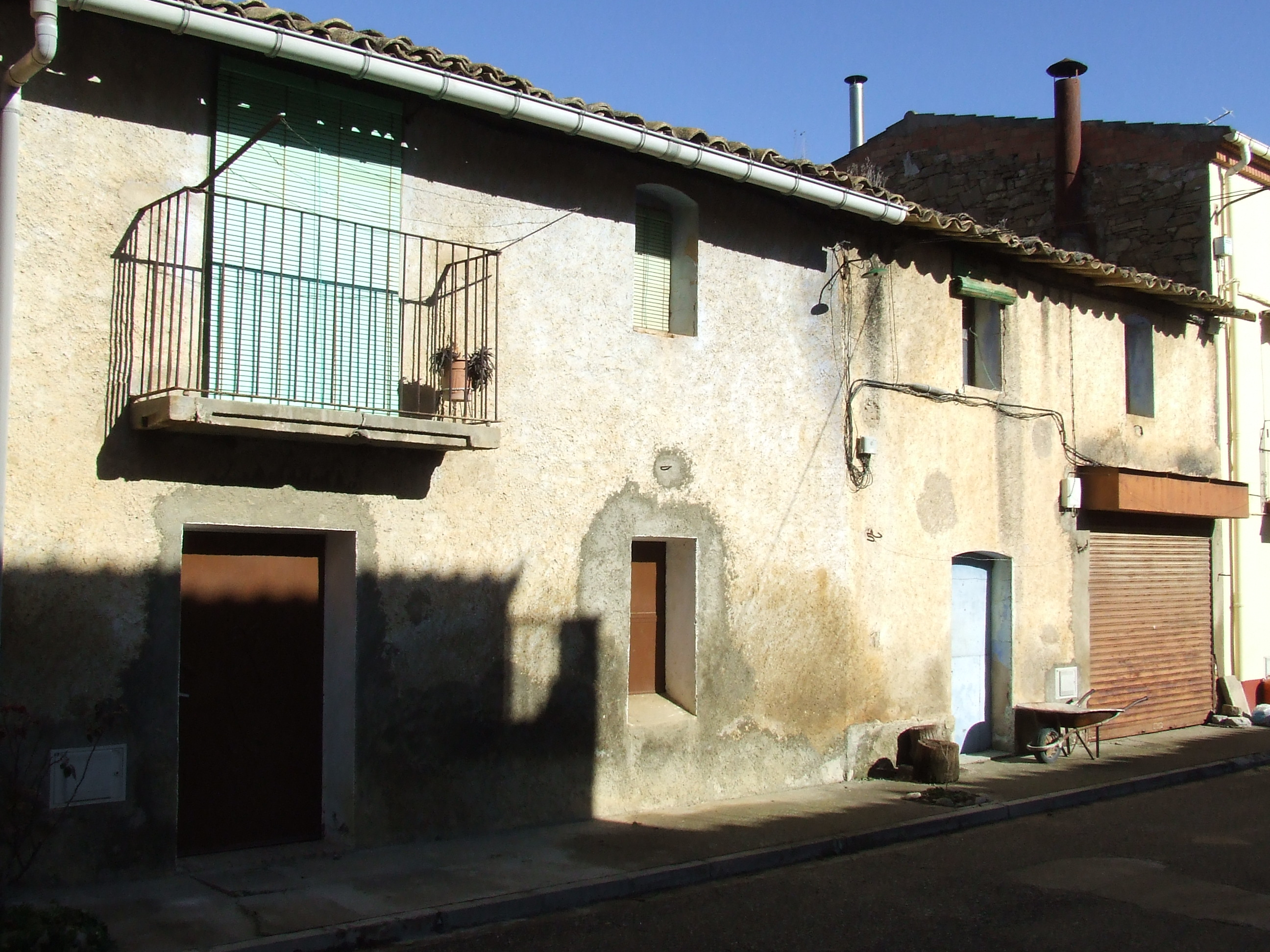
Cases de darreries del segle XIX

Aquests fets van commoure fortament l'opinió pública de l'època, i els habitants de Puigcercós reberen ajudes de diversos llocs, des del govern del moment fins al fruit de recaptes públics, per exemple, el de Barcelona, que contribuïren de manera important a la construcció del nou poble. El 1892 ja hi havia fetes 36 cases noves, i el bisbe d'Urgell hi contribuí amb l'erecció de la nova església de Sant Martí.

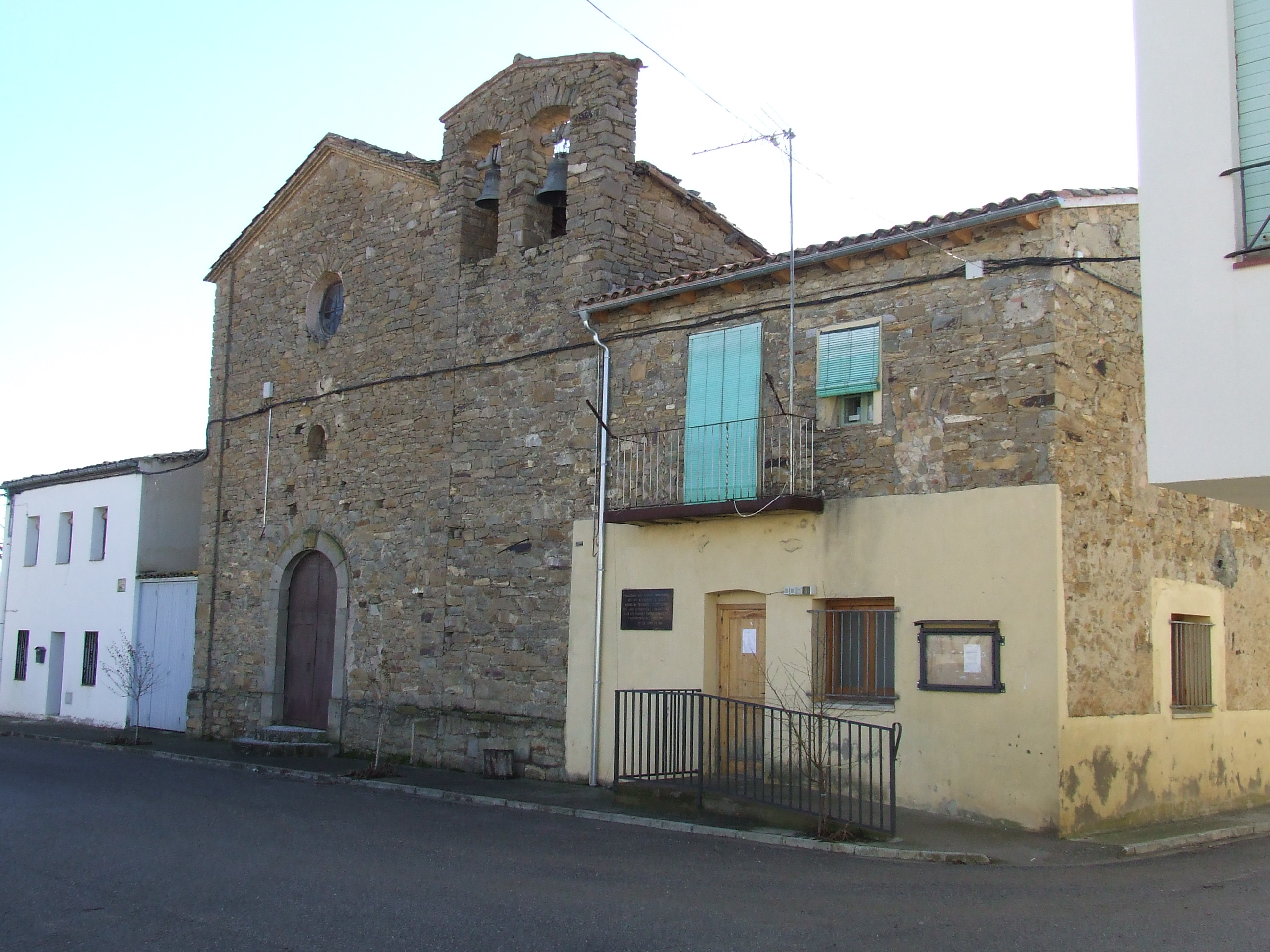
Sant Martí de Puigcercós

Dins de l'enclavat de Puigcercós cal tenir en compte l'existència de les restes de la capella romànica de Sant Macari de Puigcercós, que alguns consideren l'antiga església parroquial del terme.

## Història
El 1378, a Puigcercós hi consten 12 focs (uns 60 habitants), que han pujat a 15 el 1553. En el cens del 1718, ja són 111 habitants i 97 el 1842, en el moment de fusionar-se amb Palau de Noguera. A partir d'aquell any, en haver-se creat el municipi de Palau de Noguera, els censos ajunten els habitants de tots dos pobles.
Fins al 1831, any d'extinció dels senyorius, Puigcercós pertangué als barons, després comtes, de Mur, parcialment en mans en aquell moment del marquès de Sora - Vila-rasa.
Puigcercós és esmentat en el Diccionario geográfico... de Pascual Madoz, publicat el 1845. S'hi diu que el poble de Puigcercós, agregat de l'ajuntament de Palau de Noguera, és en un turó al sud-oest de Tremp, en un replà desigual dels vessants de la muntanya de Mur. El clima és sa. Formen el poble 30 cases i una altra a mitja hora cap a llevant, a prop de la Noguera Pallaresa. En parlar del territori de Puigcercós, diu que el terme és pla i muntanyós, fluix i de qualitat mitjana. S'hi produeix vi, blat, ordi, seda i hortalisses. 7 veïns (caps de família) i 57 ànimes (habitants) integren el cens de Puigcercós. No parla enlloc de les esllavissades que al cap de menys de 50 anys obligaren al trasllat del poble.
Cal fer constar que aquestes dades corresponen totes al Puigcercós Vell, abans del trasllat forçat al poble actual.